# کورنتسویل (ایندیانا)
کورنتسویل (به انگلیسی: Cornettsville) یک منطقهٔ مسکونی در ایالات متحده آمریکا است که در شهرستان دیویس، ایندیانا واقع شده‌است. کورنتسویل ۱۵۰٫۸۸ متر بالاتر از سطح دریا واقع شده‌است.